# Dušan Spiner
Dušan Spiridion Spiner (Vydrník, 7 febbraio 1950) è un vescovo cattolico slovacco.

## Biografia
Dušan Spiridion Spiner è nato a Vydrník il 7 febbraio 1950. È cresciuto nel suo villaggio natale.

### Formazione e ministero sacerdotale
Si è laureato alla Facoltà di teologia dell'Università Comenio di Bratislava.
Il 6 giugno 1973 è stato ordinato presbitero da monsignor Julius Gábriš, vescovo titolare Decoriana. Ha poi operato come sacerdote diocesano fino al 1976. In quell'anno le autorità comuniste gli hanno impedito di proseguire palesemente le attività sacerdotali.
Ha quindi trovato lavoro nella miniera di ferro di Spišská Nová Ves. Ha comunque mantenuto forti legami con la Chiesa e le strutture segrete dell'Ordine di Malta in Cecoslovacchia.

### Ministero episcopale
Il 6 ottobre 1979 il vescovo Felix Maria Davídek gli ha conferito clandestinamente l'ordinazione episcopale. Nonostante fosse diventato vescovo, la Santa Sede non gli affidò nessuna sede episcopale, né residenziale né titolare. Avendo la possibilità di viaggiare per lavoro all'estero è stato portavoce ed emissario della Chiesa sotterranea della Cecoslovacchia. Tra il 1979 e il 1981 ha soggiornato più volte in Polonia dove ha incontrato il cardinale Stefan Wyszyński. Si è anche recato in Vaticano per informare i funzionari della Curia romana sulle attività della Chiesa sotterranea.
Nel 1980 è tornato al servizio pastorale palese. Ha ricoperto gli incarichi di vicario parrocchiale a Biały Potok e di parroco a Palúdzka e a Liptovský Mikuláš. Nel 1981, come membro dell'Associazione per l'amicizia cecoslovacco-sovietica, con il consenso del cardinale Stefan Wyszyński si è recato in Unione Sovietica con il vescovo Felix Maria Davídek. Con il pretesto di una spedizione scientifica ha stabilito contatti con la Chiesa sotterranea russa. Il 22 aprile 1981 a Mosca ha ordinato segretamente due sacerdoti per la comunità cattolica locale. Tuttavia già all'epoca, e fino al 1989, era controllato dal KGB e dalla polizia segreta cecoslovacca. Nonostante questo, nel 1983 si è recato nuovamente in Unione Sovietica e nell'Estremo Oriente del paese. Dal 1987 al 1999 è stato parroco a Nowej Lubowni.

### Dimissioni dall'episcopato e attività successive
Il 9 marzo 1992, nell'ambito della riorganizzazione della Chiesa locale dopo la rivoluzione di velluto e la fine del regime comunista nel paese, è stato sospeso dalle funzioni episcopali. Ha anche incontrato papa Giovanni Paolo II che lo ha invitato ad essere paziente e ad agire secondo coscienza. In accordo con il vescovo di Spiš František Tondra e le istruzioni della Santa Sede ha quindi firmato una dichiarazione in base alla quale si impegnava a non operare come vescovo fino a quando la Santa Sede non avesse deciso diversamente. Ha accettato di firmare a patto che gli fosse concesso il permesso di ottenere un dottorato in teologia e di insegnare teologia alla Facoltà di teologia dell'Università Comenio di Bratislava. In seguito l'arcivescovo Ján Sokol non gli ha permesso di realizzare la seconda condizione. Fino al 1999, quando è stato estromesso dal ministero, ha lavorato come sacerdote nella diocesi di Spiš. Ha quindi deciso di lavorare del mondo accademico. Dal 1997 al 2001 ha studiato nel Dipartimento di storia e filosofia dell'Università Comenio di Bratislava. Nel 2001 ha conseguito il dottorato in filosofia e da allora lavora come professore associato presso la Facoltà di pedagogia dell'Università Palacký di Olomouc.
È vicino alle opinioni del cattolicesimo liberale. Nel 2002 ha ordinato diaconesse sette donne austriache in una località dell'Austria settentrionale. Nello stesso anno era previsto che partecipasse alla loro ordinazione sacerdotale su una nave sul Danubio, insieme a Romulo Braschi, un ex sacerdote cattolico scomunicato dalla Santa Sede negli anni settanta, e a Ferdinand Regelsberger, un ex monaco benedettino austriaco consacrato vescovo dallo stesso Braschi; tuttavia non si presentò al rito perché fu ritardato dal notevole traffico.
Il 2 aprile 2011 a Vienna ha ricevuto con Ludmila Javorová, una donna ordinata prete da Felix Maria Davídek, il Premio per la libertà nella Chiesa assegnato dalla Fondazione Herberta Haaga, guidata dal teologo liberale Hans Küng.

## Genealogia episcopale
La genealogia episcopale è:
- Cardinale Scipione Rebiba
- Cardinale Giulio Antonio Santorio
- Cardinale Girolamo Bernerio, O.P.
- Arcivescovo Galeazzo Sanvitale
- Cardinale Ludovico Ludovisi
- Cardinale Luigi Caetani
- Cardinale Ulderico Carpegna
- Cardinale Paluzzo Paluzzi Altieri degli Albertoni
- Papa Benedetto XIII
- Papa Benedetto XIV
- Papa Clemente XIII
- Cardinale Marcantonio Colonna
- Cardinale Hyacinthe Sigismond Gerdil
- Cardinale Giulio Maria della Somaglia
- Cardinale Carlo Odescalchi, S.I.
- Cardinale Costantino Patrizi Naro
- Cardinale Lucido Maria Parocchi
- Papa San Pio X
- Papa Benedetto XV
- Papa Pio XII
- Arcivescovo Saverio Ritter
- Cardinale Josef Beran
- Arcivescovo Josef Karel Matocha
- Vescovo Robert Pobožný
- Vescovo Pavol Hnilica, S.I.
- Cardinale Ján Chryzostom Korec, S.I.
- Vescovo Dominik Kaľata, S.I.
- Vescovo Peter Dubovský, S.I.
- Vescovo Jan Blaha
- Vescovo Felix Maria Davídek
- Vescovo Dušan Spiner